# Подгруппа меди
Подгру́ппа ме́ди — химические элементы 11-й группы периодической таблицы химических элементов (по устаревшей классификации — элементы побочной подгруппы I группы).
В группу входят переходные металлы, из которых традиционно изготавливают монеты: медь Cu, серебро Ag и золото Au. На основании строения электронной конфигурации, к этой же группе относится и рентгений Rg, но в «монетную группу» он не попадает (это недолго живущий трансактинид с периодом полураспада 26 сек). Название монетные металлы официально не применяется к 11 группе элементов, поскольку для изготовления монет используются и другие металлы, такие как алюминий, свинец, никель, нержавеющая сталь и цинк.

## История и значение в культуре
Все элементы этой группы, кроме рентгения, известны человечеству с давних времён, поскольку все они встречаются в природе в металлической форме, и для их производства не требуются сложные металлургические процессы.

Наряду с железом эти элементы играли значительную роль в становлении цивилизации, а по названиям некоторых элементов названы периоды развития человечества, как реальные — «Медный век», так и вымышленные — «Золотой век». Также можно вспомнить «Железный век», «Бронзовый век» и «Серебряный век».
Вероятнее всего медь, серебро и золото являются первыми открытыми человечеством элементами, так как встречаются в природе в самородном состоянии.
Спортсмены, занимающие призовые места на соревнованиях, получают золотые, серебряные и бронзовые медали.

## Свойства
Все элементы подгруппы являются относительно химически инертными металлами. Характерны также высокие значения плотности, но относительно небольшие температуры плавления и кипения, высокая тепло- и электропроводность.
Свойства металлов подгруппы меди 
| Атомный номер | Название, символ | Электронная конфигурация | Степени окисления | p, г/см³ | tпл, °C | tкип, °C |
| ------------- | ---------------- | ------------------------ | ----------------- | -------- | ------- | -------- |
| 29            | Медь Cu          | [Ar] 3d104s1             | 0, +1, +2         | 8,96     | 1083    | 2543     |
| 47            | Серебро Ag       | [Kr] 4d105s1             | 0, +1, +2         | 10,5     | 960,8   | 2167     |
| 79            | Золото Au        | [Xe] 4f145d106s1         | 0, +1, +3         | 19,3     | 1063,4  | 2880     |

Особенностью элементов подгруппы является наличие заполненного предвнешнего {\displaystyle (n-1)d}-подуровня, достигаемое за счёт перескока электрона с ns-подуровня. Причина такого явления заключается в высокой устойчивости полностью заполненного d-подуровня. Эта особенность обусловливает химическую инертность простых веществ, поэтому золото и серебро называют благородными металлами.

## Применения
Эти металлы, особенно серебро, имеют необычные свойства, которые придают им важное значение для промышленного применения, помимо их значения в качестве денежной и декоративной ценности. Они являются отличными проводниками электричества, самыми лучшими среди всех металлов. Серебро также является самым лучшим теплопроводящим элементом и самым лучшим отражателем света, а также имеет такое необычное свойство, как чернение — образование на его поверхности тёмного слоя, при этом электропроводность его не ухудшается.
Медь широко используется для электрических соединений в схемотехнике. Иногда в особо точном оборудовании электрические контакты изготавливают из золота ввиду его высокой коррозийной стойкости. Серебро также широко используется в критически важных случаях для изготовления электрических контактов. Также оно используется в фотографии (потому что под действием света из галогенидов серебра происходит выпадение металлического серебра), сельском хозяйстве, медицине и в научных исследованиях.
Золото, серебро и медь являются довольно мягкими металлами, поэтому при ежедневном использовании в качестве монет происходит быстрый выход их из строя, драгоценные металлы легко истираются в процессе применения. Для нумизматических функций эти металлы должны быть легированы другими металлами, чтобы повысить их износостойкость.
Золотые монеты: золотые монеты, как правило, производятся из сплава с 90 % золота (например, монеты США до 1933 г.), или чистотой 22 карат (92 % золота, как например, современные коллекционные монеты и крюгерранд), остальное — медь и серебро. Весовые золотые монеты содержат до 99,999 % золота (например, в канадских монетах серии «Кленовый лист»).
Серебряные монеты: серебряные монеты содержат, как правило, 90 % серебра (например, монеты в  США чеканки до 1965 г., которые были распространены во многих странах), или, как в стерлинге, 92,5 % серебра в случае монет Британского Содружества чеканки  до 1967 г., а также других чеканках из серебра; остальное составляет медь.
Медные монеты: медные монеты часто имеют весьма высокую чистоту — около 97 % и, как правило, легированы небольшим количеством цинка и олова.
Инфляция привела к снижению номинальной стоимости монет, они уже не являются той твёрдой валютой, которой были исторически. Это привело к тому, что современные монеты из меди стали делать с добавлением других цветных металлов: мельхиор (медь и никель в пропорции 80:20, чёрного цвета), никель–латунь (медь, никель и цинк в пропорции 75:5:20, золотистого цвета), марганец–латунь (медь, цинк, марганец и никель), бронза.

Металлы подгруппы меди
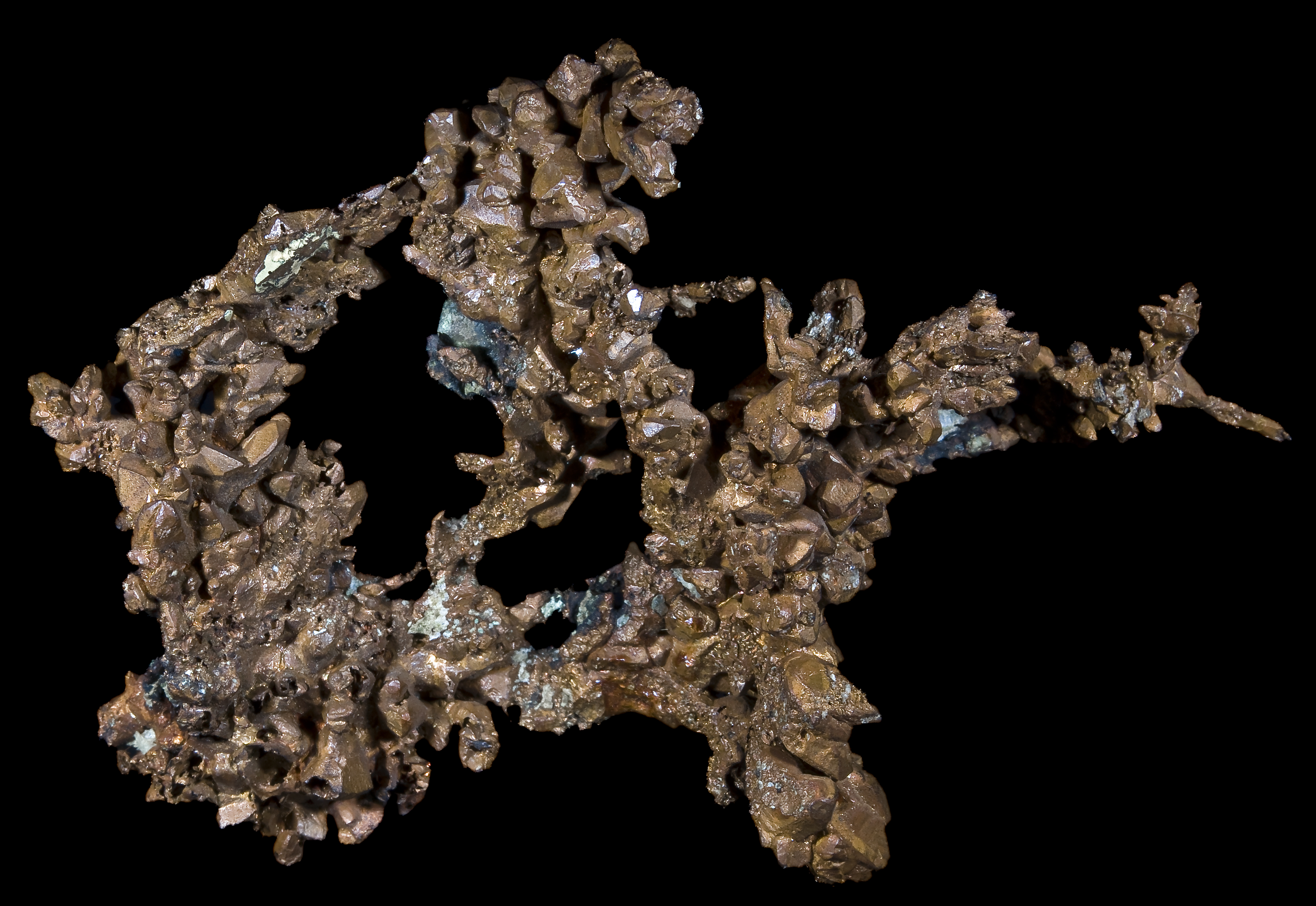
Кристаллы меди
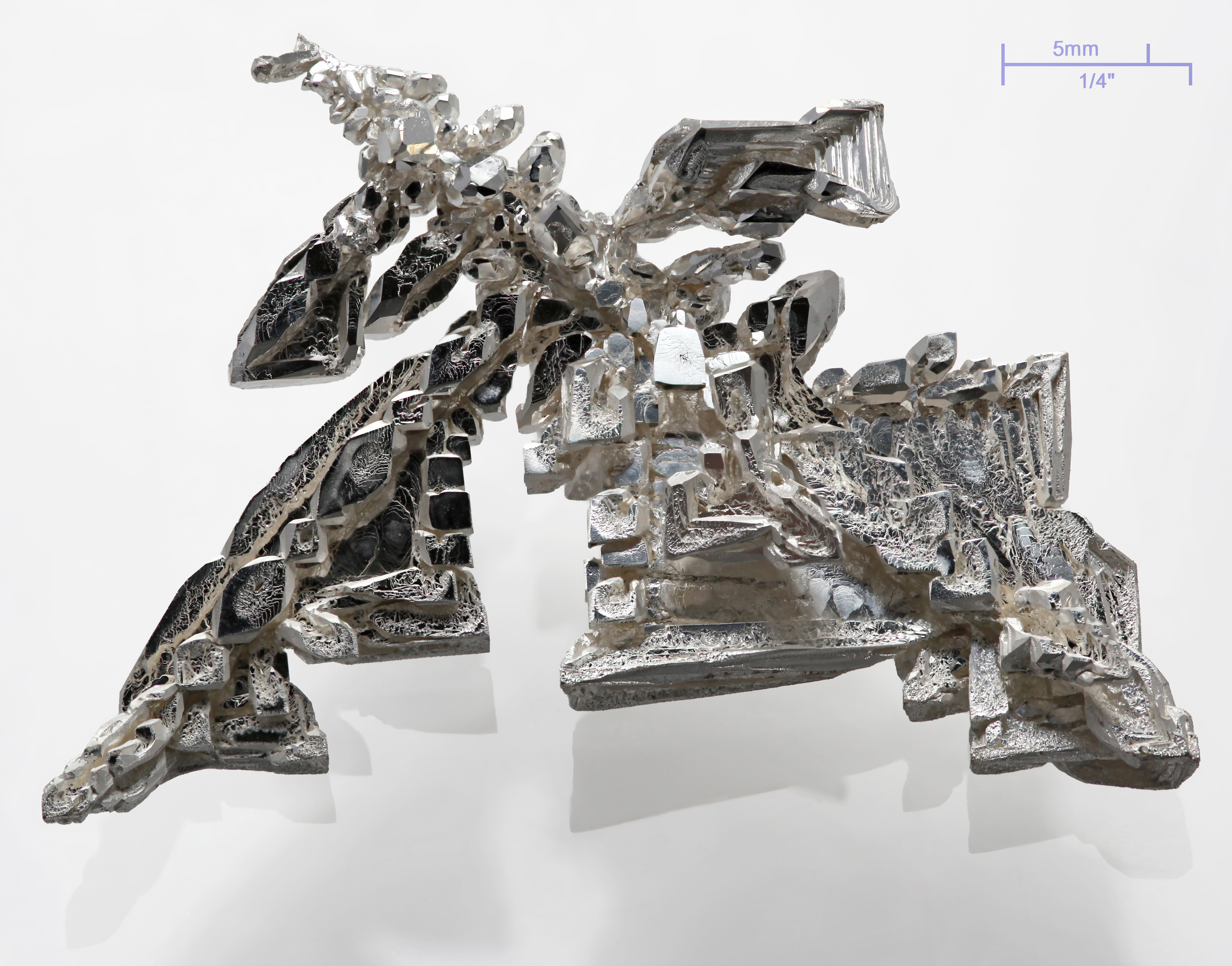
Кристаллы серебра
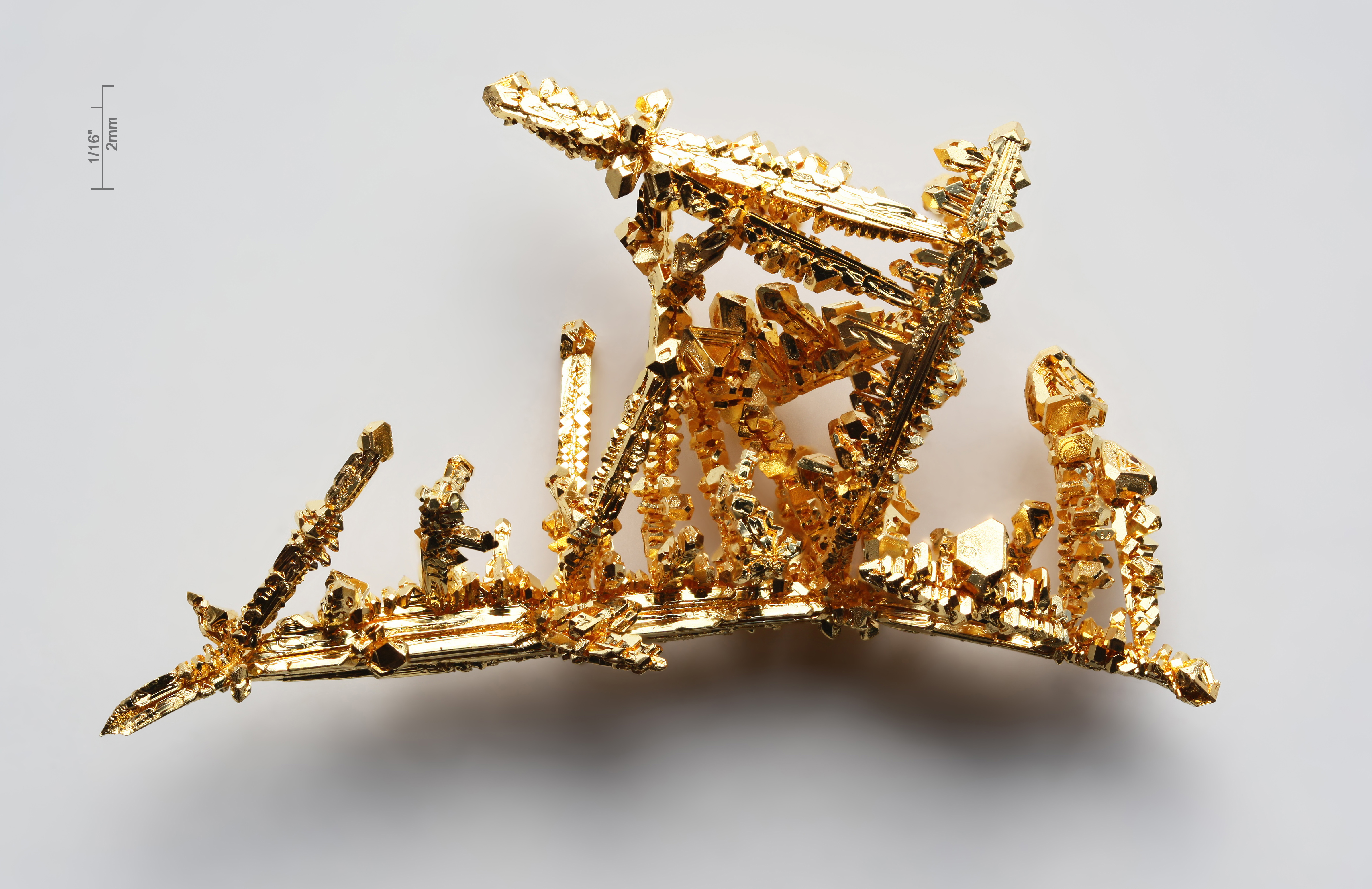
Кристаллы золота